# Pulvinaria
Genre
Pulvinaria est un genre d'insectes hémiptères, des cochenilles de la famille des Coccidae.

## Systématique
Le genre Pulvinaria a été créé en 1867 par l'entomologiste italien Adolfo Targioni Tozzetti (1823-1902).

## Liste d'espèces
Selon BioLib (12 décembre 2021) :
- Pulvinaria ampelopsidis Sãvescu, 1983
- Pulvinaria brachiungualis Sãvescu, 1985
- Pulvinaria cestri (Bouché, 1833)
- Pulvinaria coccolobae (Borchsenius, 1957)
- Pulvinaria corni Sãvescu, 1985
- Pulvinaria decorata Borchsenius, 1957
- Pulvinaria dodonaeae Maskell, 1893
- Pulvinaria elongata Newstead, 1917
- Pulvinaria flavicans Maskell, 1889
- Pulvinaria floccifera (Westwood, 1870)
- Pulvinaria fraxini Signoret, 1873
- Pulvinaria glacialis Gertsson & Hodgson, 2005
- Pulvinaria grabhami Cockerell, 1903
- Pulvinaria horii Kuwana, 1902
- Pulvinaria hydrangeae Steinweden, 1946
- Pulvinaria mammeae Maskell, 1895
- Pulvinaria maskelli Olliff, 1891
- Pulvinaria persicae Newstead, 1892
- Pulvinaria polygonata Cockerell, 1905
- Pulvinaria psidii Maskell, 1893
- Pulvinaria regalis Canard, 1968
- Pulvinaria salicis (Bouché, 1851)
- Pulvinaria salicorniae Froggatt, 1915
- Pulvinaria savescui Ben-Dov, 1993
- Pulvinaria sericea (Geoffroy in Fourcroy, 1785)
- Pulvinaria simplex King in Hofer, 1903
- Pulvinaria tenuivalvata (Newstead, 1911)
- Pulvinaria thompsoni Maskell, 1896
- Pulvinaria tremulae Signoret, 1873
- Pulvinaria urbicola Cockerell, 1893
- Pulvinaria vinifera King in Hofer, 1903
- Pulvinaria vitis (Linnaeus, 1758)